# District de Jhalawar
Le district de Jhalawar est un district de l'État du Rajasthan en Inde. Son chef-lieu, Jhalawar, fut capitale d'un État princier.